# 塞拉赫丁·德米尔塔什
塞拉赫丁·德米尔塔什（（发音ⓘ），1973年4月10日—），扎扎族政治家，亲库尔德左翼政党人民民主党联合领导人。他参选了2014年土耳其总统选举，但遗憾落选，仅列第三，得票率仅为9.77%。

## 早年
1973年，德米尔塔什生于埃拉泽扎扎其语家庭，并于当地完成小学和中学教育。一次参加政治家维达特·艾登（Vedat Aydin）丧礼的经历让他政治上觉醒。初中毕业后，他参加大学入学考试，在库兹·埃路尔大学海事贸易与管理系开始大学生涯，中途因政治问题被迫辍学。之后重返迪亚巴克尔再度参加入学考试，考入安卡拉大学法学院。毕业后，德米尔塔什当过一段时间的自由律师，其后加盟土耳其人权协会迪亚巴克尔分部。时任人权协会主席奥斯曼·巴伊代米尔于地方选举中获选为市长，德米尔塔什便取代他作为协会主席。掌管组织期间，协会着力于土耳其国内与日俱增的未破谋杀案。德米尔塔什也是土耳其人权协会的创始成员，还成为了国际特赦组织驻迪亚巴克尔专员。

## 政治生涯

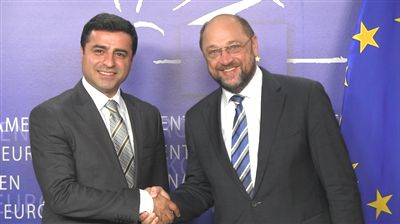
德米尔塔什会见欧洲议会议长马丁·舒尔茨，摄于2013年。

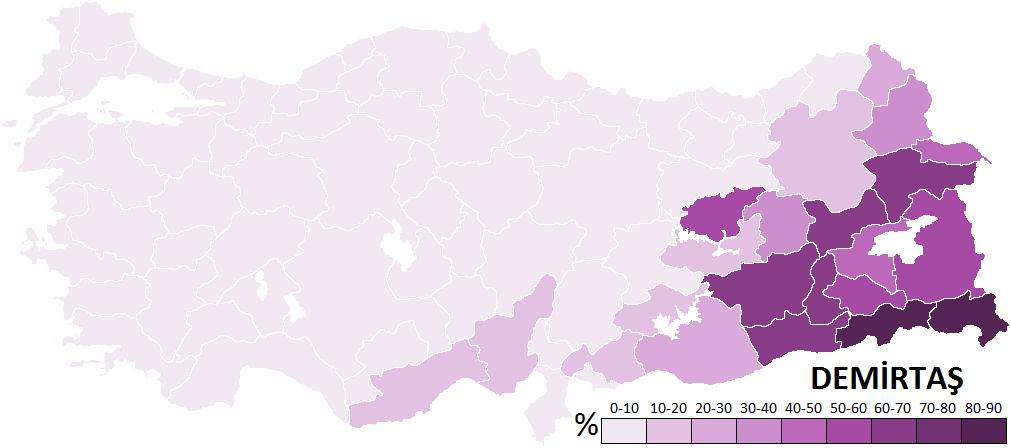
2014年总统选举期间德米尔塔什在81个省份所获的票数。

2007年，德米尔塔什加入人民民主党，是该党与其他民主团体的“千名希望候选人”之一。他入选第23届议会，成为党议会主席。当年他34岁。2009年，最高法院封禁人民民主党，该党议员转移到和平与民主党。2010年，和平与民主党举行第一次全体大会，推选德米尔塔什和古尔丹·吉萨纳卡（Gültan Kışanak）为共同主席。2011年，在和平与民主党和18个民主政治组织“劳工，民主和自由”联合名单的认可下，德米尔塔什参选2011年大选，并在第24届议会中重新入选。
土耳其和平进程及谈判开始期间，德米尔塔什是人民民主党的共同主席。2014年，德米尔塔什与菲根·于克塞克达当选为人民民主党共同主席。该党是和平与民主党和各大政治党派组织在人民民主大会的包装下，占据2014年土耳其总统选举三个选举名额中的一个，收集左翼投票，而提出的为期三年的新倡议。自重德米尔塔什得票率仅为9.77%，名列第三。
2015年6月土耳其大选期间，德米尔塔什和菲根·于克塞克达担任党内联合领导人，这也是该党首次参加大选。最终该党名列第四，占据550个议席中的80位，即13.12%。在庆祝胜利时，他表示：“从现在起，人民民主党便是土耳其的党派。民主党代表土耳其，土耳其即是民主党。”2015年11月22日，他遭暗杀，但並未受傷。2016年11月4日，德米尔塔什在2016年土耳其大清洗中，与其他议员一同被捕。